# قائمة جوائز وترشيحات مسلسل لوست
لوست هو مسلسل درامي أمريكي بدأ بثه على هيئة الإذاعة الأمريكية (بالإنجليزية: ABC) منذ تاريخ 22 سبتمبر 2004. وقد تم ترشيح المسلسل لمجموعة متنوعة من الجوائز المختلفة بما في ذلك 41 جائزة من جوائز إيمي الممتازة (تسعة جوائز للمسلسل، جائزة واحدة لمحتوى المسلسل على الإنترنت)، 21 جائزة ضمن جوائز إختيار المراهقين، وتم ترشيحه ل 39 جائزة ضمن جوائز زحل حصل فيها على 10 جوائز، و 11 جوائز غولدن ريل (خمسة انتصارات)، ثمانية جوائز ضمن جائزة القمر الصناعي (فوز واحد)، وترشح لسبعة جوائز غولدن غلوب (حصل على فوز واحد)، وترشح لأربع جوائز نقابة الكتاب الأمريكان (حصل على فوز واحد)، وثلاثة ضمن جائزة تقابة المخرجين الأمريكان، وجائزتان ضمن جوائز الرابطة الوطنية لتقدم الأشخاص الملونين (يقصد بهم الأشخاص ذوو البشرة غير البيضاء) (حصل على فوز واحد)، وترشح لاثنين من جوائز نقابة ممثلي الشاشة (حصل على فوز واحد)، وترشح لجائزة بافتا وجائزة بيبودي.
حصل المسلسل على جائزة «المسلسل الدرامي المتميز» ضمن جوائز إيمي الممتازة ، وجائزة غولدن غلوب «لأفضل مسلسل تلفزيوني درامي»، وجائزة نقابة ممثلي السينما عن «الأداء المتميز من قبل مجموعة في مسلسل درامي».

## وصلات خارجية
- "List of awards". لوستبيديا. مؤرشف من الأصل في 2008-10-11.